# سوپرجیل!
سوپرجیل! (به انگلیسی: Superjail!) انیمیشن سریالی بزرگسالان آمریکایی می‌باشد که توسط کریستی کاراکاس، استیون واربریک و بن گروبر خلق گردیده‌است. داستان این انیمیشن سریالی روایت‌گر اتفاق‌هایی  است که در یک زندان عجیب و غریب رخ می‌دهد.
سوپرجیل! به‌خاطر تغییرهای ناگهانی سایکدلیک در داستان و محیطش و همچنین صحنه‌های خیلی خشن و پر از خون و خون‌ریزی‌اش معروف است و به‌همین دلیل این انیمیشن سریالی TV-MA-V رتبه‌بندی شده‌است (به‌خاطر خشونت شدید، از جمله صحنه‌های خون‌ریزی، تکه‌تکه شدن بدن، شکنجه و قساوت شدید). این دسته از صحنات با انیمیشن‌های خیلی پیچیده و پرجزئیات نشان داده می‌شوند که برخی می‌گویند که این صحنه‌ها «آن‌قدر شلوغ و پیچیده هستند که با یک‌بار دیدن نمی‌شود آن‌ها را درک کرد.»